# 24-25 не возвращается
«24-25 не возвращается» (латыш. 24-25 neatgriežas) — детектив режиссёров Алоиза Бренча и Ростислава Горяева, снятый по сценарию Михаила Блеймана, Анатола Имерманиса и Гунара Цирулиса на Рижской киностудии в 1968 году.

## Сюжет
В экспериментальной клинике в Риге похищена опытная партия ценного препарата витофан. Майор Григаст (Карлис Себрис) подозревает, что замешан в этом кто-то из работников клиники. Он поручает это сложное дело молодому следователю Маре (Жанна Болотова). Расследование приводит её в далёкий пограничный город Патхори на юге СССР, где преступник намеревался переправить препарат за рубеж.

## В ролях
- Жанна Болотова — Мара Лейя, лейтенант милиции
- Гунар Цилинский — Пурвитис, шофер такси
- Александр Белявский — Имант Герберт, врач экспериментальной клиники, жених Мары
- Эдуард Павулс — Юрис Межулис, шофер такси
- Карлис Себрис — Григаст, майор милиции
- Антра Лиедскалныня — Ирена, процедурная сестра экспериментальной клиники (озвучила Антонина Кончакова)
- Эдгарс Лиепиньш — Климов, лейтенант милиции
- Ольгерт Кродерс — Гунар Янсон, врач экспериментальной клиники
- Имеда Кахиани — капитан милиции

## Съёмочная группа
- Авторы сценария: Михаил Блейман, Анатол Имерманис, Гунар Цирулис
- Режиссёры-постановщики: Алоиз Бренч, Ростислав Горяев
- Оператор-постановщик: Генрих Пилипсон
- Художник-постановщик: Инара Антоне
- Композитор: Ромуальд Гринблат
- Звукорежиссёр: Глеб Коротеев

## Награды
- 1969 — Премия за лучшую женскую роль на МКФ в Варне — Жанне Болотовой.

## Факты
- 1969 — фильм посмотрели 28,4 миллиона зрителей, 15-е место в прокате.